# Port de l'Hôtel-de-Ville
Ne doit pas être confondu avec Quai de l'Hôtel-de-Ville.
Le port de l'Hôtel-de-Ville est une voie située dans le quartier Saint-Gervais du 4e arrondissement de Paris, dont la partie centrale forme le jardin Federico-García-Lorca, espace vert situé en contrebas de l'Hôtel de Ville de Paris.

## Situation et accès
Le port de l'Hôtel-de-Ville est desservi à proximité par la ligne 7 à la station Pont Marie et les lignes 1 et 11 à la station Hôtel-de-Ville.

## Origine du nom
Il tient son nom du quai de l'Hôtel-de-Ville qui le surplombe. 

## Historique

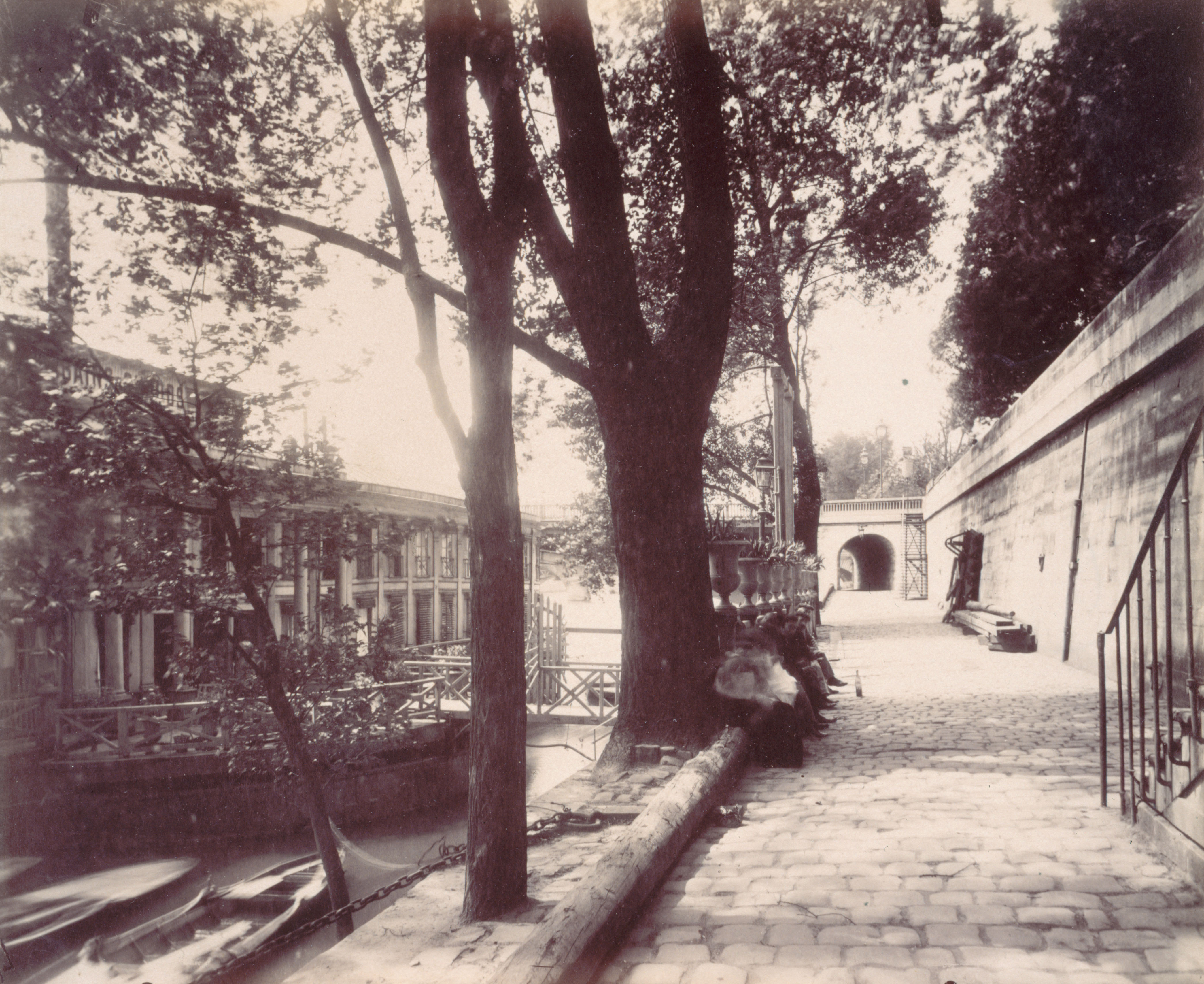
Les bains Vigier (Eugène Atget, vers 1900).

Ancien port aux Blés, devenu port au Foin puis port de la Grève, avant de se nommer « port de l'Hôtel-de-Ville », il est réuni à une portion du port des Ormes en 1905. Au début du XXe siècle le « marché aux Pommes » s’y établit. L’historien Gustave Pessard en fait la description : 

« Avec tous ces longs bateaux normands alignés les uns à côté des autres et couverts par des bâches maintenues à l’aide de piquets, d’où émergent des tas de pommes aux couleurs éclatantes, ou symétriquement rangés dans de hauts paniers spéciaux, ce marché a conservé une allure très particulière et très pittoresque qui certainement est bien faite pour attirer l’attention des amateurs des vieux coins de Paris. »

 En 1967, une partie du port est transformée comme portion de la voie Georges-Pompidou.

## Bâtiments remarquables et lieux de mémoire
- L'Hôtel de Ville de Paris ;
- Le jardin Federico-García-Lorca ;

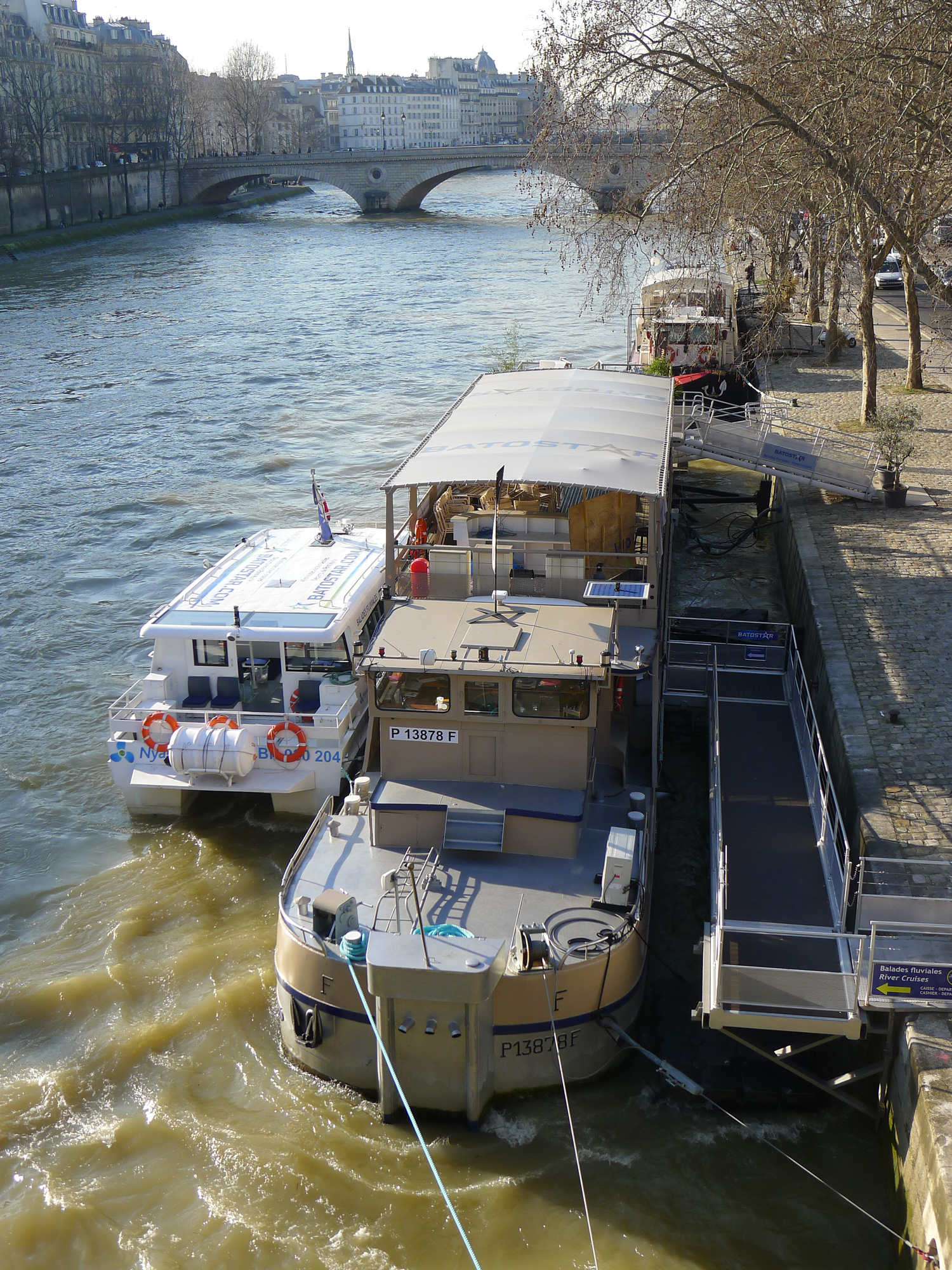
Péniches amarrées au port de l'Hôtel-de-Ville ; en arrière-plan, le pont Louis-Philippe (2014).

- Le jardin des Combattants-de-la-Nueve.